# كرانشية خشنة
كرانشية خشنة (باللاتينية: Cranchia scabra) هي نوع من الحبار الزجاجي، وهي النوع الوحيد في هذا الجنس، وهي صغيرة إلى حدٍ ما (حوالي 150 مم). غطائها مغطى بغضروف درني كبير متعدد النقاط. عند إثارة قلقها، تقوم غالباً بسحب رأسها وذراعيها لجوف الغطاء، وتقوم بطي زعانفها بإحكام تجاه الغطاء وذلك لتشكل كرة منتفخة. ويحتمل بأن الدرنة توفر نوعاً من الحماية، ولكن من غير الجلي بماذا يتأثر المفترس وكيف.